# Уциєв Різван Рашитович
Різван Рашитович Уциєв (рос. Ризва́н Раши́тович Уци́ев, нар. 7 лютого 1988, Аргун, СРСР) — російський футболіст, фланговий захисник клубу «Ахмат».

## Ігрова кар'єра

### Клубна
Різван Уциєв є вихованцем клубів КАМАЗ та «Терек». Саме у складі грозненського клуба Уциєв і почав свою професійну кар'єру. Першу гру на вищому рівні футболіст провів 6 листопада 2005 року, коли вийшов на заміну у матчі чемпіонату країни проти московського «Локомотива». Наступні два сезони Уциєв провів, граючи за «Ахмат» у ФНЛ. 
Після повернення до РПЛ Уциєв для набору ігровоє практики був відправлений в оренду у клуб Другого дивізіону «Кавказтрансгаз-2005», де відіграв сезон. Після повернення до Грозного захисник продовжив грати за молодіжну команду «Ахмата». У вересні 2009 року Уциєв зіграв свою другу гру в РПЛ. У 2010 році за результатами опитувань серед вболівальників, Уциєв був визнаний кращим гравцем команди в сезоні.
У вересні 2012 року Різван Уциєв отримав травму голову після зіткнення в карному майданчику зі своїм одноклубником Антоніо Феррейрой і вибув на кілька тижнів. Але зумів повернутися до гри.

### Збірна
Різван Уциєв провів три гри у складі юнацткої збірної Росії (U-19). Також у серпні 2011 року отримував виклик до олімпійської збірної Росії.

## Досягнення
Ахмат
- Другий призер ФНЛ (Вихід до Прем'єр-ліги): 2007